# Giovanni Pettenella
Giovanni Pettenella, född 28 mars 1943 i Caprino Veronese, död 19 februari 2010 i Milano, var en italiensk tävlingscyklist.
Pettenella blev olympisk guldmedaljör i sprint vid sommarspelen 1964 i Tokyo.